# أدريان مانجلارد
دريان مانجلارد (بالفرنسية: Adrien Manglard)‏ (10 مارس 1695- 1 أغسطس 1760) هو رسام فرنسي اشتهر في روما برسم المناظر الطبيعية في القرن الثامن عشر. تدرب على يد أدريان فان در كابل في ليون، مدينته الأصلية، ثم انتقل إلى روما عام 1715.في روما، طلبت منه أهم البيوت النبيلة أن يرسم لهم. وكان من بين رعاته المعتادين فيتوريو أميديو الثاني فيليب (دوق بارما). كلف فيليب ألون أكثر من 140 لوحة من مانجلارد. وزين غرفتين في قصر كيجي بروما. كان أسلوبه مزيجًا من المناظر الطبيعية الكلاسيكية المثالية والواقعية الحادة لـ الرسم الهولندي في العصر الذهبي. ولد مانجلارد عام 1685 أو 1695 في ليون، وتوفي في روما عام 1760. وكان أكثر طلابه شهرة هو كلود جوزيف فيرنيه.